# Fox (palavra-código)

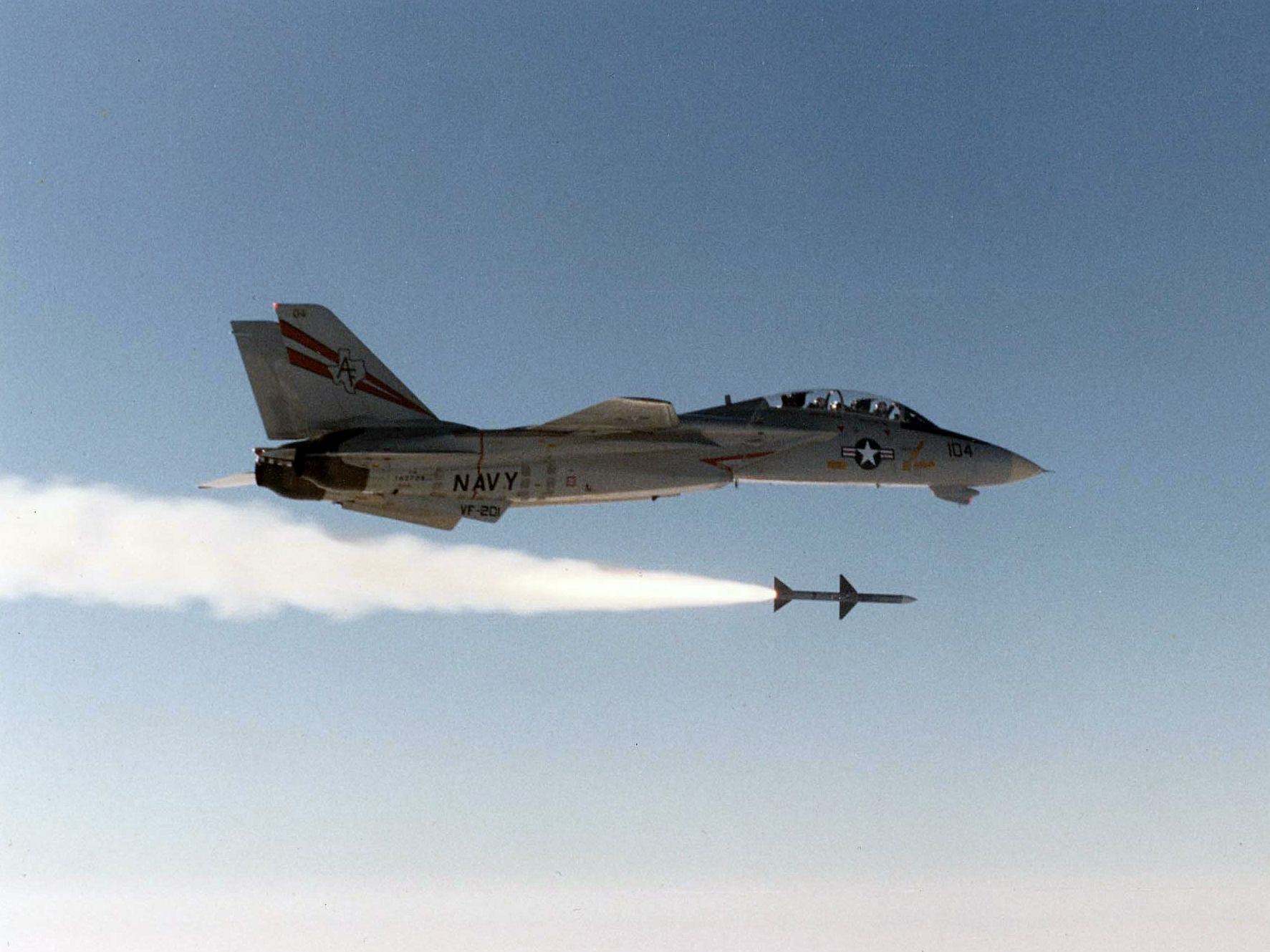
Grumman F-14 Tomcat disparando um AIM-7 Sparrow (Fox One)

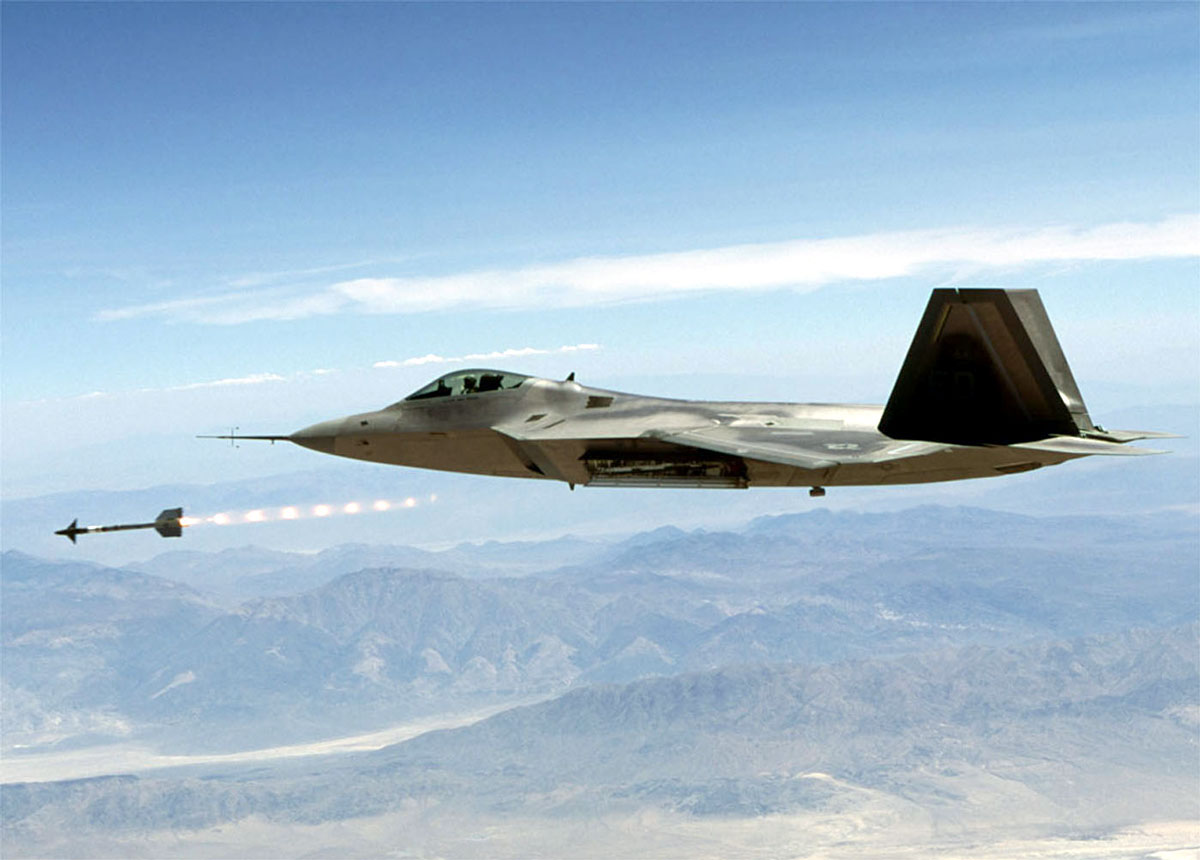
Lockheed Martin F-22 Raptor disparando um AIM-9 Sidewinder (Fox Two)

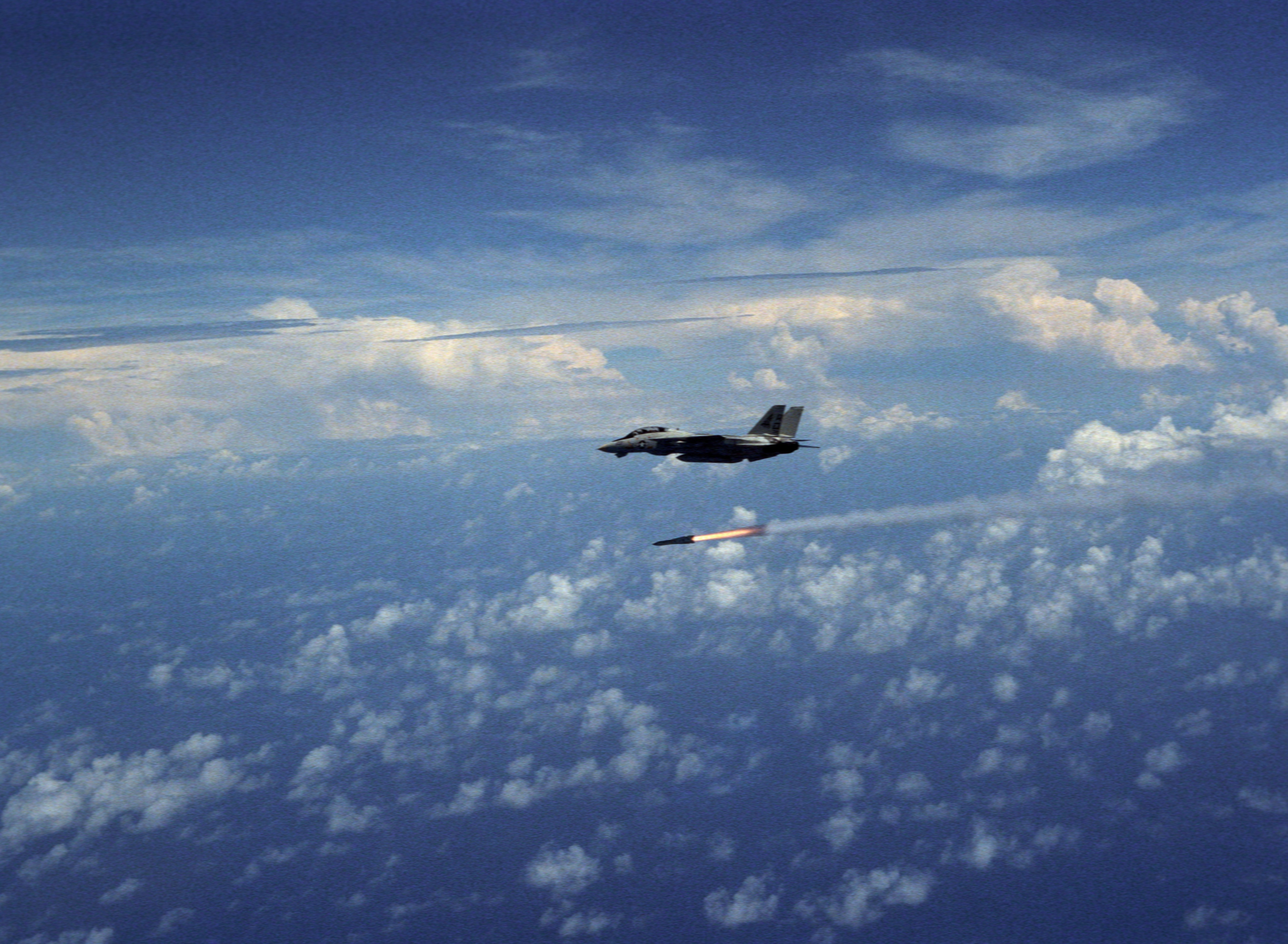
Grumman F-14 Tomcat disparando um míssil AIM-54 Phoenix (Fox Three)

Fox é um código de brevidade usado por pilotos da OTAN para sinalizar o lançamento simulado ou real de um míssil ar-ar ou outra função de combate. Elementos da aviação do Exército podem usar uma nomenclatura diferente, pois as armas disparadas por helicópteros são quase sempre ar-terra. "Fox" é a abreviação de "foxtrot", a designação fonética da OTAN para a letra "F", que é uma abreviação de "fire" (disparar).  Quando um piloto de caça anuncia que uma arma foi disparada, isso ajuda a evitar fogo amigo, alertando outros pilotos para não manobrarem na trajetória do projétil.
Há três variações da palavra abreviada Fox em uso, com um número adicionado ao final de Fox para descrever o tipo primário de sensores que a munição lançada possui (se aplicável). Isso inclui canhões automáticos e impactos.
- Fox One — indica o lançamento de um míssil guiado por radar semi-ativo (como o AIM-7 Sparrow).[1]
- Fox Two — indica o lançamento de um míssil guiado por infravermelho (como o AIM-9 Sidewinder).[1]
- Fox Three — Indica o lançamento de um míssil guiado por radar ativo (como o AIM-120 AMRAAM ou o AIM-54 Phoenix).[1]